# Wigglesworthia glossinidia
Wigglesworthia glossinidia
Espèce
Wigglesworthia glossinidia brevipalpis est un endosymbiote bactérien de la mouche tsétsé. Il est admis qu'une bactérie Wigglesworthia ancestrale ait été une bactérie non symbiotique gram négatif similaire aux Enterobacteriaceae actuels tels que Escherichia coli. La bactérie porte le nom de l'entomologiste britannique Sir Vincent Brian Wigglesworth. La bactérie est transmise verticalement à l'embryon. À la suite de l'endosymbiose, le génome bactérien s'est considérablement réduit et constitue avec le génome de la bactérie Buchnera aphidicola un des génomes les plus petits caractérisés. Wigglesworthia produit pour son hôte des vitamines essentielles qui permettent à la mouche tsétsé de se reproduire. Par conséquent, Wigglesworthia peut être une cible pour le contrôle de la maladie du sommeil puisque la mouche tsétsé est le vecteur du parasite Trypanosoma brucei responsable de la maladie.
Wigglesworthia glossinidia a été décrit en 1995 par Serap Aksoy et son génome a été séquencé en 2002.